# 파리쿠틴산

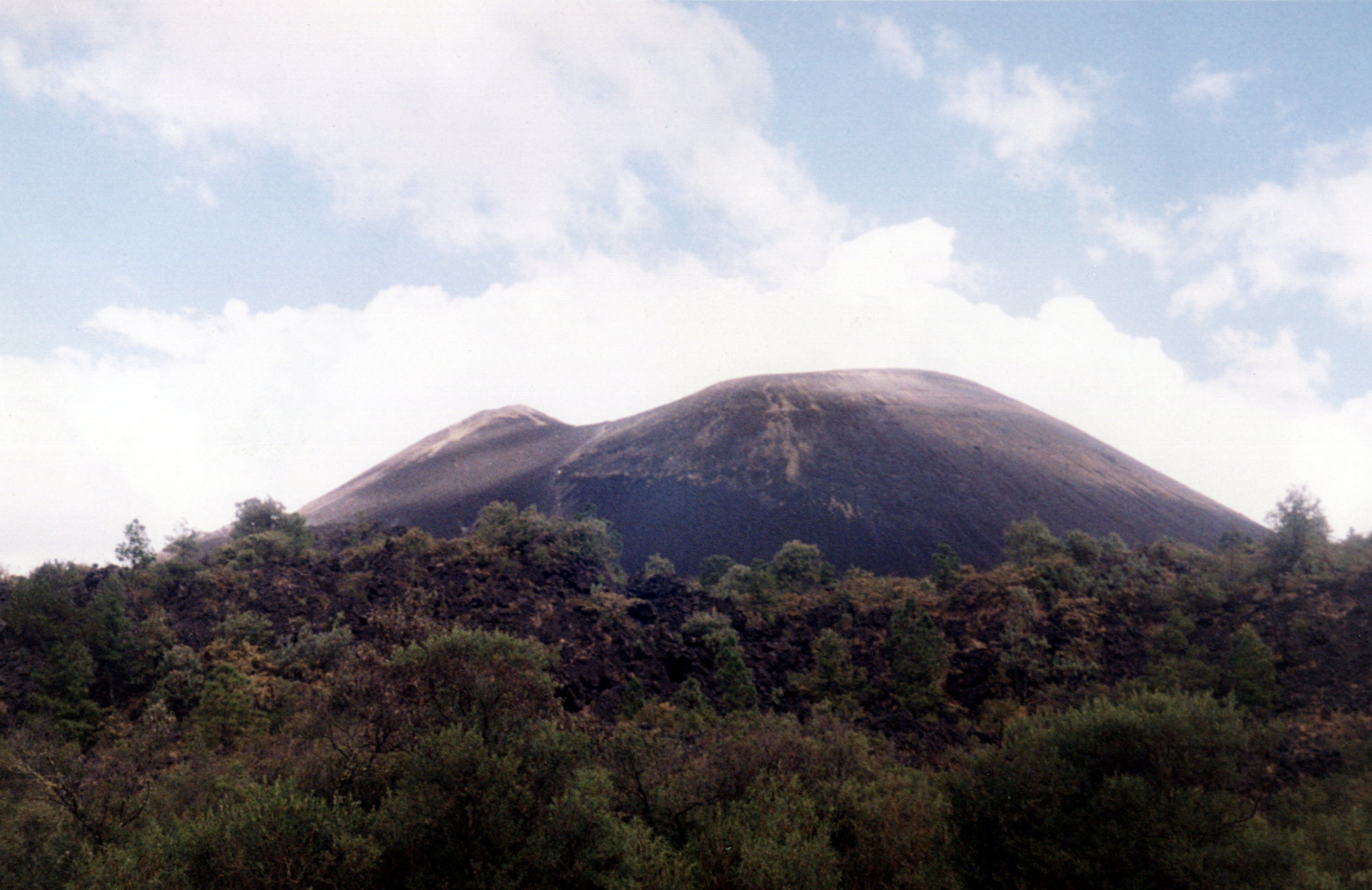

파리쿠틴산은 멕시코에 있는 산이다. 이 화산은 활화산으로, 대표적인 성층 분석구 화산이다. 이 화산은 옥수수밭에서 일어난 틈새균열 분출을 통해 생성되었다. 농부들 앞에서도 분화가 목격된 적이 있다.

## 같이 보기
- 쇼와신산